# Сбитнев, Андрей Александрович
Андрей Александрович Сбитнев (1910—1970) — старший лейтенант Советской Армии, участник Великой Отечественной войны, Герой Советского Союза (1945).

## Биография
Андрей Сбитнев родился 25 августа 1910 года в городе Нижнеудинске (ныне — Иркутская область). Окончил четыре класса школы, после чего работал, восемь лет руководил универмагом в родном городе. В июне 1941 года Сбитнев был призван на службу в Рабоче-крестьянскую Красную Армию. С конца 1943 года — на фронтах Великой Отечественной войны. В 1944 году он окончил Ташкентское пехотное училище. В боях был ранен.
К августу 1944 года гвардии лейтенант Андрей Сбитнев командовал ротой 170-го гвардейского стрелкового полка 57-й гвардейской стрелковой дивизии 8-й гвардейской армии 1-го Белорусского фронта. Отличился во время освобождения Польши. 1 августа 1944 года рота Сбитнева в числе первых переправилась через Вислу на Магнушевский плацдарм и приняла активное участие в захвате немецких траншей и отражении контратак противника.
Указом Президиума Верховного Совета СССР от 24 марта 1945 года за «образцовое выполнение боевых заданий командования на фронте борьбы с немецкими захватчиками и проявленные при этом мужество и героизм» гвардии лейтенант Андрей Сбитнев был удостоен высокого звания Героя Советского Союза с вручением ордена Ленина и медали «Золотая Звезда» за номером 8668.
В последующих боях Сбитнев был тяжело ранен. В 1947 году в звании старшего лейтенанта он был уволен в запас. Проживал и работал в Нижнеудинске. Умер 26 мая 1970 года, похоронен в Нижнеудинске.

## Награды и звания
- Герой Советского Союза (указ Президиума Верховного Совета СССР от 24 марта 1945 года):
  - орден Ленина,
  - медаль «Золотая Звезда» № 8668;
- орден Красного Знамени (приказ Военного совета 8-й гвардейской армии № 488/н от 21 февраля 1945 года);
- орден Красной Звезды (приказ командира 57-й гвардейской стрелковой дивизии № 79/н от 10 декабря 1944 года);
- медали СССР[1].